# Pirun nyrkki
Pirun Nyrkki (in finlandese Pugno del Diavolo) è il secondo album in studio dei Turmion Kätilöt. L'album contiene dieci tracce, incluso un remix di Verta ja lihaa, brano del precedente album. Le tracce sono esclusivamente in finlandese. Le lyrics di MTV/DNA sono costituite quasi esclusivamente da sigle che caratterizzano il mondo contemporaneo. Dall'album è tratto il singolo Pirun Nyrkki. Il titolo dell'album, pirunnyrkki, indica anche un particolare tipo di puzzle tridimensionale.

## Tracce
1. Mistä veri pakenee – 4:32
2. Pirun nyrkki – 3:48
3. Messu – 0:56
4. Eläköön! – 2:59
5. Tirehtööri – 4:08
6. MTV/DNA – 3:54
7. Härkä – 2:06
8. Illuusio musiikista – 0:26
9. Irstauden ilosanoma (feat. Jessi Frey) – 3:29
10. Piiloviestien neitietsivä – 2:03
11. Verta ja lihaa (Proteus mental remix) – 6:41

Durata totale: 35:02